# Cratere Aita
Aita  è un cratere sulla superficie di Venere.